# NGC 2281
NGC 2281 je otevřená hvězdokupa v souhvězdí Vozky. Od Země je vzdálená 1 800 světelných let. Objevil ji William Herschel 4. března 1788.

## Pozorování

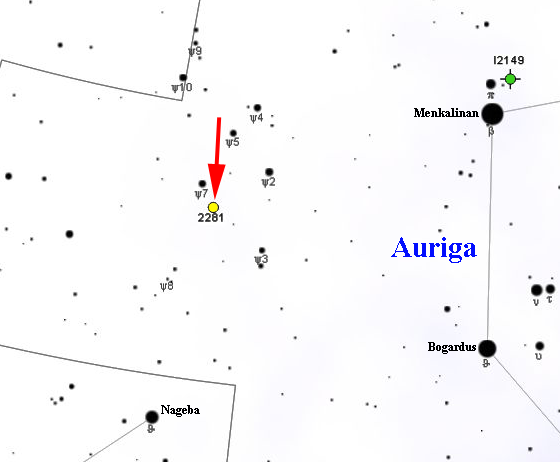
Poloha NGC 2281 v souhvězdí Vozky

Hvězdokupa leží ve východní části souhvězdí, kam už nezasahuje pás Mléčné dráhy. Díky její hvězdné velikosti 5,4 může být za ideálních pozorovacích podmínek slabě zahlédnutelná prostýma očima. Spolehlivě se dá najít i malým triedrem. Nejjasnější členové hvězdokupy mají 9. hvězdnou velikost a pět nejjasnějších je uspořádaných do tvaru kosočtverce. I malý hvězdářský dalekohled ukáže asi deset hvězd. Dalších 10 slabších členů ukáže středně velký dalekohled.

## Historie pozorování
Jako hvězdokupu tento objekt poprvé popsal William Herschel 4. března 1788, ale pravděpodobně ji pozoroval již 6. listopadu 1782 při svém výzkumu dvojhvězd. Později ji pozoroval také jeho syn John, který ji zapsal do svého katalogu General Catalogue of Nebulae and Clusters pod pořadovým číslem 1451.

## Vlastnosti
NGC 2281 se svou vzdáleností 1 800 světelných let patří mezi hvězdokupy nepříliš vzdálené od Země. Díky tomu může mít poměrně velkou galaktickou šířku 17°
a při pohledu ze Země leží mimo pás Mléčné dráhy. Hvězdokupa je podle Trumplerovy klasifikace typu I3p, tedy je dost zhuštěná a má velký rozsah jasností jejích členů, kterých je ovšem poměrně málo. Stáří hvězdokupy se odhaduje na 360 milionů let.